# デルタエンタープライズ
株式会社デルタエンタープライズは、東京都新宿区にある芸能事務所である。
代表取締役社長は、巽　正和。所属タレントに、遠藤あやの。なかえいじ。やや(業務提携)。輝星あすか。ピュアメモリーズ。他多数。
| スタブアイコン | サブスタブ | この項目は、まだ閲覧者の調べものの参照としては役立たない、企業に関連した書きかけの項目です。この項目を加筆・訂正などしてくださる協力者を求めています（PJ:経済）。 |